# العلاقات الأندورية المنغولية
العلاقات الأندورية المنغولية هي العلاقات الثنائية التي تجمع بين أندورا ومنغوليا.

## مقارنة بين البلدين
هذه مقارنة عامة ومرجعية للدولتين:
| وجه المقارنة                                              | أندورا                                                     | منغوليا         |
| --------------------------------------------------------- | ---------------------------------------------------------- | --------------- |
| المساحة (كم2)                                             | 468                                                        | 1.57 مليون      |
| عدد السكان (نسمة)                                         | 76.18 ألف                                                  | 3.08 مليون      |
| الكثافة السكانية (ن./كم²)                                 | 16.28 ألف                                                  | 1.96            |
| العاصمة                                                   | أندورا لا فيلا                                             | أولان باتور     |
| اللغة الرسمية                                             | اللغة الكتالونية                                           | اللغة المنغولية |
| العملة                                                    | يورو                                                       | توغروغ منغولي   |
| الناتج المحلي الإجمالي (بليون دولار)                      | 3.01 مليار                                                 | 11.49 مليار     |
| الناتج المحلي الإجمالي (تعادل القوة الشرائية) بليون دولار |                                                            | 36.16 مليار     |
| الناتج المحلي الإجمالي الاسمي للفرد دولار أمريكي          |                                                            | 3.97 ألف        |
| الناتج المحلي الإجمالي للفرد دولار أمريكي                 |                                                            | 11.95 ألف       |
| مؤشر التنمية البشرية                                      | 0.858                                                      | 0.727           |
| رمز المكالمات الدولي                                      | +376                                                       | +976            |
| رمز الإنترنت                                              | .ad                                                        | .mn             |
| المنطقة الزمنية                                           | ت ع م+01:00، توقيت وسط أوروبا، ت ع م+02:00، أوروبا/أندورا ‏ | ت ع م+08:00     |

## منظمات دولية مشتركة
يشترك البلدان في عضوية مجموعة من المنظمات الدولية، منها:
| علم المنظمة | اسم المنظمة                    | تاريخ انضمام أندورا | تاريخ انضمام منغوليا |
| ----------- | ------------------------------ | ------------------- | -------------------- |
|             | منظمة الشرطة الجنائية الدولية  | ?                   | ?                    |
|             | الأمم المتحدة                  | 28 يوليو 1993       | 27 أكتوبر 1961       |
|             | منظمة حظر الأسلحة الكيميائية   | ?                   | ?                    |
|             | يونسكو                         | 20 أكتوبر 1993      | 1 نوفمبر 1962        |
|             | منظمة الأمن والتعاون في أوروبا | 25 أبريل 1996       | 21 نوفمبر 2012       |
|             | الاتحاد الدولي للاتصالات       | 12 نوفمبر 1993      | 27 أغسطس 1964        |

## وصلات خارجية
- موقع وزارة الخارجية الأندورية
- موقع وزارة الخارجية المنغولية